# Louis Tocqué
Jean Louis Tocqué [tå’ke] (født 19. november 1696 i Paris, død 10. februar 1772 sammesteds) var en fransk portrætmaler.

## Karriere
Han var elev af Nicolas Bertin og Jean-Marc Nattier, hvis svigersøn han blev, var i begyndelsen stærkt påvirket af Nicolas de Largillierre og blev ved sin fine, intime portrætkunst den franske middelstands foretrukne maler. Han blev medlem af Paris-akademiet 1734 og senere kaldet til Sankt Petersborg som hofmaler. På rejsen dertil optoges han 1758 som udenlandsk medlem ved det nystiftede Kunstakademi i København, indsendte som medlemsarbejde sin svigerfaders portræt, der ligesom et portræt af Joachim Wasserschlebe (1746) findes i Akademiets samlinger, og kom frem for nogen anden fransk maler i forbindelse med danske. Henved en snes billeder af Tocqué findes endnu i Danmark: Frederik V og Juliane Marie i Christian VII's Palæ på Amalienborg, den 10-årige Christian VII (Bregentved), Prinsesse Vilhelmine Caroline, de smukke portrætter af Frederik de Løvenørn (1736, privateje) og af Frederik Berregaard (Statens Museum for Kunst) og mange andre, som nærmere påvist af Mario Krohn i hans værk om forbindelsen mellem fransk og dansk kunst (jævnfør også Krohns afhandling om Berregaard i Kunstmuseets Aarsskrift, V). Tocqués portrætkunst er for øvrigt bedst repræsenteret ved en række billeder i Louvre (Marie Leszczyńska, Ludvig XV's søn, Dauphinen o.a.), i Versailles og i en række franske provinsmuseer.

## Værker
- Grev Thomas Goyon de Matignon (1719)
- Familien de Peirenc de Moras (1731, medlemsstykke til det franske akademi)
- Louis Galloche (1734)
- Jean-Baptiste Lemoyne (1734, Louvre)
- Jean-Louis Lemoyne (1730'erne, privateje)
- Ludvig, Dauphin af Frankrig (1738, Château de Versailles)
- Ludvig, Dauphin af Frankrig (1739, Eremitagemuseet)
- Arnoldus van Rijneveld (1739)
- Isaac van Rijneveld (1739)
- En ung officer (1739, Museum Mayer van den Bergh)
- Dronning Marie Leszczyńska af Frankrig (1740, Louvre)
- Grev Carl Gustaf Tessin (1741, Nationalmuseum)
- Jean Michel de Grilleau
- Jean-Baptiste Massé
- Pierre François Guyot Desfontaines (udført som kobberstik 1742)
- Markis de Lucker (1743, Musée des beaux-arts d'Orléans)
- Infanta Maria Teresa Rafaela af Spanien (1745, Versailles)
- Frederik Michael af Pfalz-Zweibrücken (ca. 1745, Alte Pinakothek)
- Jean-Marc Nattier (1740'erne, Metropolitan Museum of Art)
- Charles François Paul Le Normant de Tournehem (1750, Versailles)
- Pierre de Jélyotte (ca. 1750, Eremitagemuseet)
- Madame Dangé faisant des noeuds (1753, Louvre)
- Mademoiselle de Coislin (1750'erne, National Gallery)
- Ludvig Philip af Bourbon-Orléans (1750'erne)
- Françoise de Graffigny (replik fra 1836 i Louvre)
- Markis Abel-François Poisson de Vandières (efter 1755, Versailles)
- Christian IV af Pfalz-Zweibrücken (1765)
- Madame Mirey og hendes datter (1770'erne, privateje)
- Allegorisk portræt af Urania, astronomiens muse

### Portrætter af danske udført i Frankrig
- Frederik de Løvenørn (1736, kopi på Det Nationalhistoriske Museum på Frederiksborg Slot)
- Ditlev Reventlow (1744 eller 1752, Altenhof) og dennes hustru Margrethe, f. Raben (som forannævnte)
- Tycho de Hofman (ca. 1745, forsvundet, stukket af J.G. Wille)
- Frederik Berregaard (1745, Statens Museum for Kunst)
- Joachim Wasserschlebe (1745, Det Kongelige Danske Kunstakademi)
- Cai Bertram Reventlow (1746, Altenhof, kopi på Juelsberg)
- Ulrik Frederik Løvendal (ca. 1748, forsvundet)
- Woldemar Løvendal (udstillet i Paris 1750, forsvundet)
- Frederik Christian Krag (1761, Statens Museum for Kunst, tidligere på Egeskov)
- Jean-Marc Nattier (1762, medlemsstykke, Det Kongelige Danske Kunstakademi, tegning i Musée d'Amiens).

### Malet i Danmark
- Arveprins Frederik som barn (Statens Museum for Kunst og Bregentved)
- Kronprins Christian (VII) som barn (udstillet i Paris 1759, Bregentved)
- Prinsesse Vilhelmine Caroline (1759, Bregentved)
- Prinsesse Sophie Magdalene (1759, Bregentved)
- Prinsesse Louise (Bregentved)
- Frederik V (Bregentved)
- Dronning Juliane Marie (Bregentved)
- Adam Gottlob Moltke (forsvundet)
- Johann Hartwig Ernst von Bernstorff (1759, Gyldensteen, replik på Det Nationalhistoriske Museum på Frederiksborg Slot m.fl.) og dennes hustru Charitas, født von Buchwald
- Den franske gesandt Jean-François Ogier d'Ivry
- Frederik V (helfigur, Christian VII's Palæ, 1762, restaureret af Carl Gustaf Pilo) og Dronning Juliane Marie (som forannævnte)

### Malet i Rusland
- Anna Vorontsova (1750'erne)
- Ivan Shuvalov
- Ekaterina Golovkina (1757, Eremitagemuseet)
- Kejserinde Elisabeth af Rusland (1756, Eremitagemuseet)
- Nikita Akinfiyevich Demidov (1756)
- Grev Kirill Razumovskij (1758, Tretjakovgalleriet)
- Grev Aleksej Petrovitj Bestuzjev-Rjumin (Trejakovgalleriet)
- Anna Mikhailovna Stroganova (1760'erne, Det russiske museum)

### Andet
- Et tartarisk gesandtskab hos kejserinde Elisabeth (tegning i Den Kongelige Kobberstiksamling)
- Kopi efter Jean-Marc Nattiers portræt af Tocqué, 1739 (tilskrivning, 1762, Det Kongelige Danske Kunstakademi, Nattiers receptionsstykke)